# Шубенская
Шубенская — деревня в Даровском районе Кировской области в составе Лузянского сельского поселения.

## География
Находится на расстоянии примерно 47 км по прямой на север от райцентра поселка Даровской.

## История
Известна с 1727 года как Шубинский починок, в 1764 году здесь было население 43 душ (мужского пола), в 1859 дворов 3 и жителей 27, в 1926 53 и 276, в 1950 42 и 119, в 1989 проживало 79 человек .

## Население
Постоянное население  составляло 54 человека (русские 96%) в 2002 году, 47 в 2010.